# Greek to me
It's all Greek to me（イッツオールグリークトゥミー）、That's Greek to meは、日本語の「珍紛漢紛」にあたる英語のイディオム。直訳すれば「それは私にとってギリシャ語」となり、専門用語等の使用により発言や文章、図などが難しい際、それがギリシャ語に見えるという比喩表現として使われる。

 
この表現の初出はit was Greek to meとあるシェイクスピアのジュリアス・シーザーと考えられる。